# Larry Cols
Larry Cols, né le 5 avril 1975, est un ancien pilote  de rallye belge, vainqueur du Championnat de Belgique des rallyes en 2007 (2e en 2000; 3e en 2002 et 2004), et du Championnat de Belgique en catégorie Super 1600 en 2003  (2e en 2002).
Il a aussi été 3e du championnat d'Europe de zone-ouest en 2004.
Ses copilotes ont été Philippe Droeven (1996-1997), Pascal Lopes (fils d'Alain Lopes) (1998-2002), Yasmine Gérard (1999-2001), Jean-François Elst (2002), et surtout Filip Goddé (2003 à 2007), et ses teams l'Écurie Ardennes (1996-1997), et essentiellement l'Écurie Duindistel (de 1998 à 2007, hors période de 2001 à 2003).
Sa carrière s'est étalée de 1996 à 2007, avec une participation à quinze épreuves du WRC entre 1998 et 2004 (essentiellement les saisons 2001 et 2004).
En 2008, lors d'essais, sa voiture quitte la route et percute violemment un arbre. Son ingénieur (Hans Goudezeune, fils de l'ancien pilote Gaby Goudezeune) assis à ses côtés perd la vie. Lui-même blessé (sa vue est altérée), il cesse définitivement la compétition.
Il est le fils de Jean-Marie Cols, alias "Didi".

## Palmarès
En Championnat de Belgique
- 3e du championnat de Belgique des Rallyes: 2002 / 2004
- Vice champion de Belgique des Rallyes: 2000
- Champion de Belgique des Rallyes : 2007
- Champion de Belgique des Rallyes Super 1600: 2003
- Vice Champion de Belgique des Rallyes Super 1600: 2002

Victoires :
- Boucles de Spa (en 2002 sur Mitsubishi Lancer Evo VI);
- Rallye d'Ypres (en 2004 sur Renault Clio S1600);
- Rallye du Condroz-Huy (en 2004 sur Renault Clio S1600);
- Ardennes Bleue Rallye (en 2006 sur Mitsubishi Lancer Evo VI);
- East Belgian Rally (en 2007 sur Mitsubishi Lancer Evo VIII);
- Rallye de Wallonie (en 2007 sur Mitsubishi Lancer Evo VIII);
- Sezoens Rallye (en 2007 sur Mitsubishi Lancer Evo VIII).

Podiums :
- 2e du circuit des Ardennes en 2000;
- 2e du rallye Lucien Bianchi en 2000;
- 2e du rallye du Condroz-Huy en 2001 et 2005;
- 3e du rallye des Hautes-Fagnes en 1999 et 2000;
- 3e du circuit de Flandres en 2003;
- 3e du rallye d'Ypres en 2006;

Ainsi qu'une  3e place au tour du Luxembourg en 2000.